# Грудневі хлопчики
«Грудневі хлопчики» — австралійська мелодраматична стрічка, знята за однойменним романом Майкла Нунана.

## Сюжет
Четверо сиріт-вихованців, народжених у грудні відправляють на відпочинок на честь їх днів народжень. На пляжі вони знайомляться з Безстрашним і його дружиною Терезою. Трьом з хлопців подобається проводити час з ним, тоді як старший Мапа надає перевагу спілкуванню з дівчиною Люсі.
Одного дня Дощик дізнається, що родина Мак-Енш хоче всиновити одного із хлопчиків. Зрадівши, що у них з'явився шанс отримати батьків, але не для всіх, тому діти починають конкурувати між собою.
Мапа втрачає цноту з Люсі. Наступного дня він не знаходить дівчину. Від її дядька хлопець дізнається, що вона повернулася до батька та приїде лише наступного літа. Розчарований він зустрічається з Безстрашним, якого вважали мотогонщиком, а виявилось, що чоловік прибирає за тваринами. Безстрашний знаходить Мапу та пояснює, чому так сталося.
Одного дня всі збираються та оголошують, що всиновлюють Дощика. Хлопчик бачить своїх трьох друзів, які бавляться на пляжі та розуміють, що вони і є його сім'я. Дощик повертається до них.
Через багато років Дощик розвіює прах Мапи, який став священником, разом з Іскрою та Плювком.

## У ролях
| Актор             | Роль          |
| ----------------- | ------------- |
| Денієл Редкліфф   | Мапа          |
| Лі Кормі          | Дощик         |
| Крістіан Баєрс    | Іскра         |
| Джеймс Фрейзер    | Плювок        |
| Вікторія Гілл     | Тереза        |
| Тереза Палмер     | Люсі          |
| Салліван Степлтон | Безстрашний   |
| Джек Томпсон      | Бенді Мак-Енш |
| Кріс Мак-Квейд    | місіс Мак-Енш |
| Ральф Коттерілл   | Морський Вовк |

## Створення фільму

### Виробництво
Зйомки фільму проходили в Південній Австралії, Австралія.

### Знімальна група
- Кінорежисер — Род Гарді
- Сценаристи — Марк Розенберг, Рональд Кіннох
- Кінопродюсер — Річард Бекер
- Композитор — Карло Джіакко
- Кінооператор — Девід Коннел
- Кіномонтаж — Дені Купер
- Художник-постановник — Леслі Біннс
- Артдиректор — Ендрю Волпоул
- Художник-декоратор — Карен Ганнафорд
- Художник з костюмів — Маріот Керр
- Підбір акторів — Енн Фей[2].

## Сприйняття

### Критика
Фільм отримав змішані відгуки. На сайті Rotten Tomatoes оцінка стрічки становить 41 % на основі 69 відгуків від критиків (середня оцінка 5/10) і 52 % від глядачів із середньою оцінкою 3,3/5 (22 755 голосів). Фільму зарахований «гнилий помідор» від кінокритиків та «розсипаний попкорн» від глядачів, Internet Movie Database — 6,6/10 (11 003 голоси), Metacritic — 56/100 (21 відгук від критиків) і 6,2/10 (20 відгуків глядачів).

### Номінації та нагороди
| Нагороди та номінації фільму «Грудневі хлопчики» | Нагороди та номінації фільму «Грудневі хлопчики» | Нагороди та номінації фільму «Грудневі хлопчики» | Нагороди та номінації фільму «Грудневі хлопчики» | Нагороди та номінації фільму «Грудневі хлопчики» | Нагороди та номінації фільму «Грудневі хлопчики» |
| Рік                                              | Кінофестиваль/кінопремія                         | Категорія/нагорода                               | Номінант                                         | Результат                                        |                                                  |
| ------------------------------------------------ | ------------------------------------------------ | ------------------------------------------------ | ------------------------------------------------ | ------------------------------------------------ | ------------------------------------------------ |
| 2007                                             | Гільдія сценаристів Австралії                    | Найкраща кіноадаптація                           | Марк Розенберг                                   | Перемога                                         |                                                  |
| 2008                                             | Кінофестиваль у Джиффоні                         | Найкращий фільм                                  | Род Гарді                                        | Перемога                                         |                                                  |